# Meine Rotkehlchen
Meine Rotkehlchen (georgisch ჩემო მეჟოლია) ist eine Tragikomödie in einem Akt von Micho Mossulischwili.

## Personen

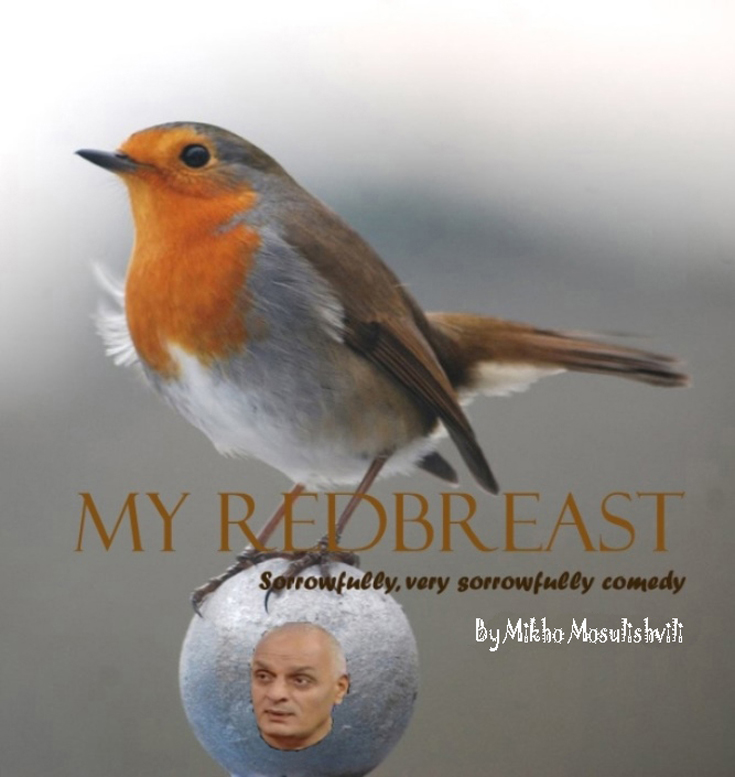
Plakat „Meine Rotkehlchen“, 2012

- Sopho, erste Frau Tchito, 42 Jahre alt
- Tchito, der Gauner, Valiko Murtazovich Chitorelidse, 44 Jahre alt
- Schoka, Chito zweite Frau, 42 Jahre alt
- Toko, Sohn von Chito, 27 Jahre alt
- Baxter O’Sullivan, Oberst im Ruhestand, 69 Jahre alt
- Alice O’Sullivan, Tochter von Baxter O’Sullivan, 35 Jahre alt

## Handlung
Sopho heimzukehren aus Amerika, um dem Jahrestag des Todes ihres Mannes anwesend zu sein. Sie sieht, dass die Freundin ihrer Kindheit Schocka schwanger ist. Außerdem zeigt es sich, dass ihr Mann, Tschito, nicht gestorben ist. Er ging mit Schocka eheliche Verbindung ein, und der Grabstein in ihrem Hof war einfach ein Mittel Erpressens des Geldes gegen Sopho. Sie waren erzwungen, Sopho zu betrügen, um die Bankkredite zu bezahlen.
Der Oberst im Rücktritt Baxter O’Sullivan, mit der Tochter Alice, kommt aus Amerika an, mit ihm Sopho arbeitete wie das Zimmermädchen. Sopho wird den Vertrag mit Alice unterschreiben, wo es geschrieben ist, dass Sopho zweimal die große Bezahlung bekommen wird, wenn sie wird dient dem Obersten im Rücktritt.
Sopho zwingt die Mitglieder ihrer Familie, damit sie sich über Baxter sorgten. Aber der Oberst bestraft die Nichtstuer – Tschito, Schocka und Toko. Wegen wessen sie viel Schwierigkeiten haben. Deshalb treffen sie die Entscheidung, was sich zu beklagen auf Sopho in den Organisationen, für den Schutz die Menschenrechte.

## Inszenierungen
- Kommunaltheater der Stadt Bolnissi, Regisseur Zurab Chwedelidse, 2013
- Tifliser Kote Mardschanischwili akademische Theater, Regisseur Chatuna Milorawa, 2014
- Kommunaltheater der Munizipalität Gurdschaani Velistsiche, Regisseur Omar Kakabadse, 2016
- Das staatliche Schauspielhaus der Stadt Chulo, Regisseur Gega Kurzikidse, 2016

## Ausgaben
- Mikho Mosulishvili: Chemo Mezolia (Originaltitel: ჩემო მეჟოლია)[1], 2015, ISBN 978-9941-9446-2-8
- „Mana Sarkanrīklīte“ (Skumja, ļoti skumja komēdija), Verlag Vītola, Latvia, Translated from Georgian into Latvian by Nino Jakobidze[2], 2016,  ISBN 978-9934-554-06-3